# 江安路駅
江安路駅（こうあんろえき）は、中華人民共和国湖北省武漢市武昌区に位置する武漢地下鉄11号線の駅である。

## 歴史
- 2024年12月27日：開業[1]

## 隣の駅
武漢地下鉄
■11号線
江安路駅 - 紫陽湖駅